# Bangatan, Göteborg
Bangatan är en gata inom stadsdelarna Stigberget, Majorna (3:e roten) och Slottsskogen i Göteborg. Den är cirka 1 030 meter lång och sträcker sig från Stigbergstorget till Hålekärrsgatan.
Bangatan fick sitt namn år 1882 efter Mathias Dahlströms repslageri, som låg på gatans västra sida. En föregångare var Banegatan, en liten slingrig gata på Stigberget, som låg öster om den nuvarande gatan. Gatan fick sitt nuvarande läge 1876. 
Banegatan nämns redan år 1786, men är troligen äldre. På adressen Bangatan 21 återfanns Godtemplarordens byggnad som rymde 150 personer. Göteborgs arbetarekommun etablerades här 1892-94.

## Bebyggelse
Bebyggelsen längs Bangatans östra sidas norra del är en av de sista genuina miljöerna sedan rivningarna i stadsdelarna Stigberget och Masthugget. Flera av byggnaderna har ett högt kulturhistoriskt värde och särskilt värdefulla anses de små friliggande trähusen vid Bangatan 12, 14 och 20, landshövdingehusen på gårdarna till Bangatan 12 och 14, samt Bangatan 10, vara. Vid Bangatan 6 har Frälsningsarmén bedrivit verksamhet sedan år 1914 och huset är värdefullt från socialhistorisk synpunkt.
Stenhuset vid Bangatan 10 uppfördes år 1900 efter ritningar av O.W. Nilson och har en välbevarad gårdsmiljö. Gatuhuset Bangatan 12 är ett tvåvånings trähus uppfört år 1876 och placerat med gaveln mot gatan. På gården ligger ett landshövdingehus från år 1887. Gatuhuset till Bangatan 14 är ett envåningshus med frontespis mot gatan och uppfört år 1874. På gården ligger ett landshövdingehus uppfört år 1892. Husen har under lång tid fått förfalla, men kommunen önskar att ta fram en detaljplan för att bevara husen.
De två tegelhusen vid Bangatan 16 ritades av G.O. Johansson och uppfördes år 1906. Vid Bangatan 20 ligger ett tvåvånings trähus med originell fasaddekor, vilket uppfördes år 1876 och har en salubod från år 1901.

## Lindarna

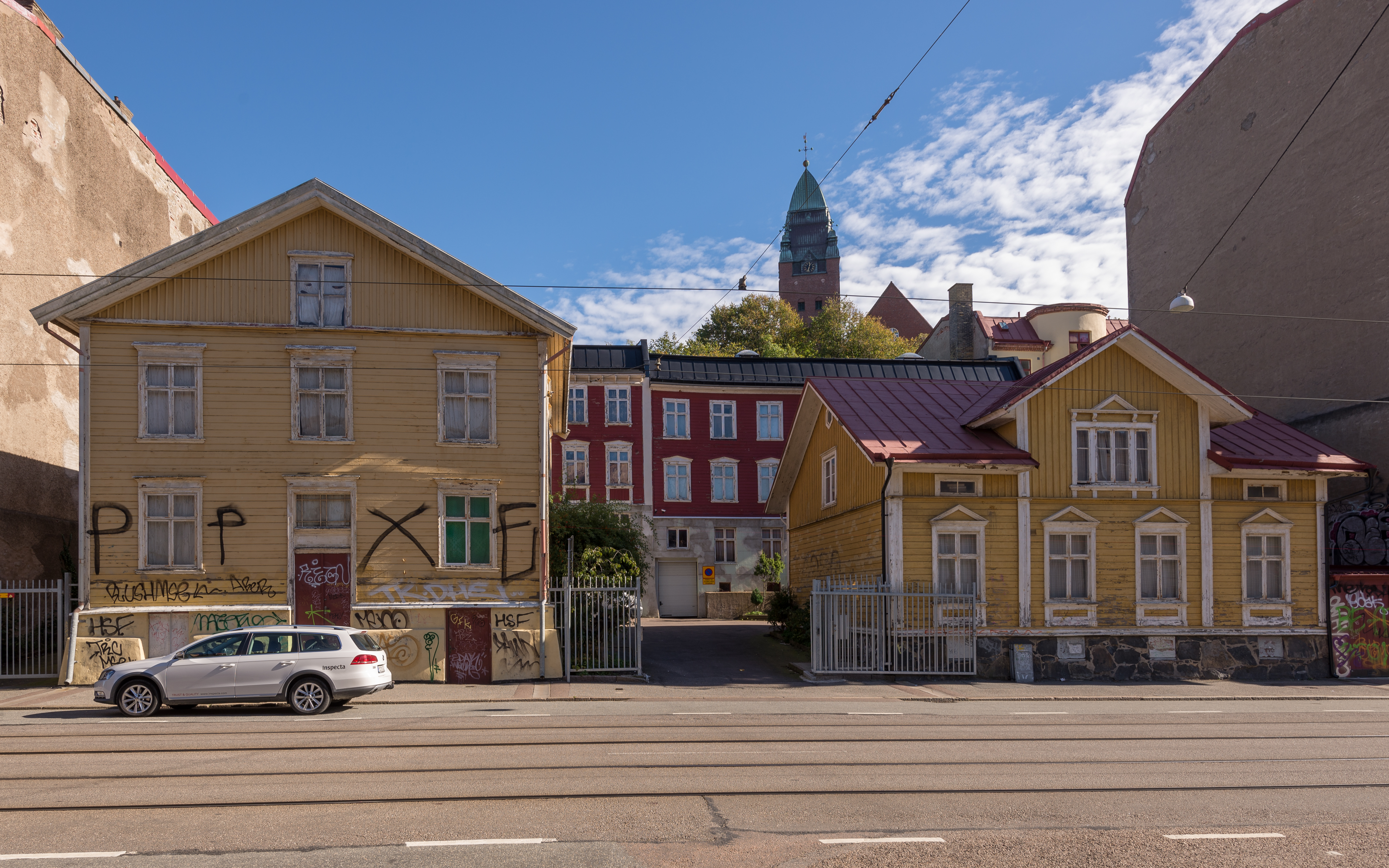
Bangatan 12-14.

Längs Bangatans båda sidor växte ett fyrtiotal präktiga lindar fram till 1938. Stadsplanerarna beslutade i september 1935 att träden måste bort, så att saneringen av gatans sämre hus kunde påbörjas. Protesterna blev omfattande, men kl. 7.30 på morgonen den 8 mars 1938 verkställdes beslutet. Det omtalas i pressen så här: "De 22 mannarna gnodde som om det gällde livet. Marken kring trädens rötter grävdes upp, en stege restes mot stammen och en man skyndade upp och lade en kätting kring trädet strax under kronan. Kättingen fästes vid ångvälten, och så bullrade denna iväg några meter, dragande trädet med sig. Så snart trädet intagit vågrät ställning, föll ett par mannar på med såg och yxor. Småkvistar skildes från stam och grövre grenar, det hela lyftes ombord på lastbilar, den ena efter den andra. Småkvistarna kördes till gropen vid Röda sten för att brännas, medan det grövre virket togs till vara för att efter torkning användas till eldning av tjärsprutor. De knotiga rötterna forslades till olika platser för att användas som fyllningsämne."

## Bilder

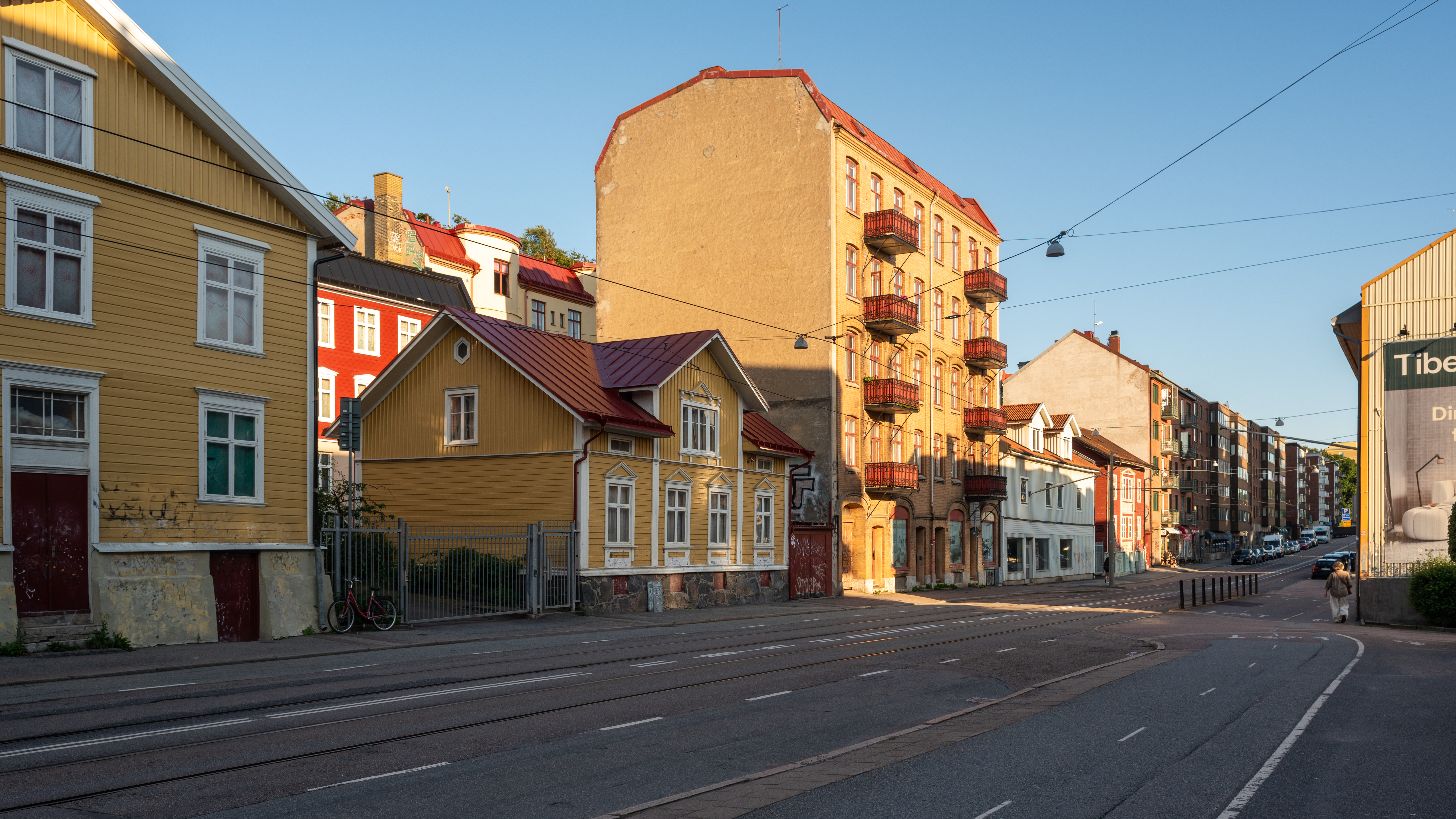
Äldre bebyggelse vid Bangatan 12-20.
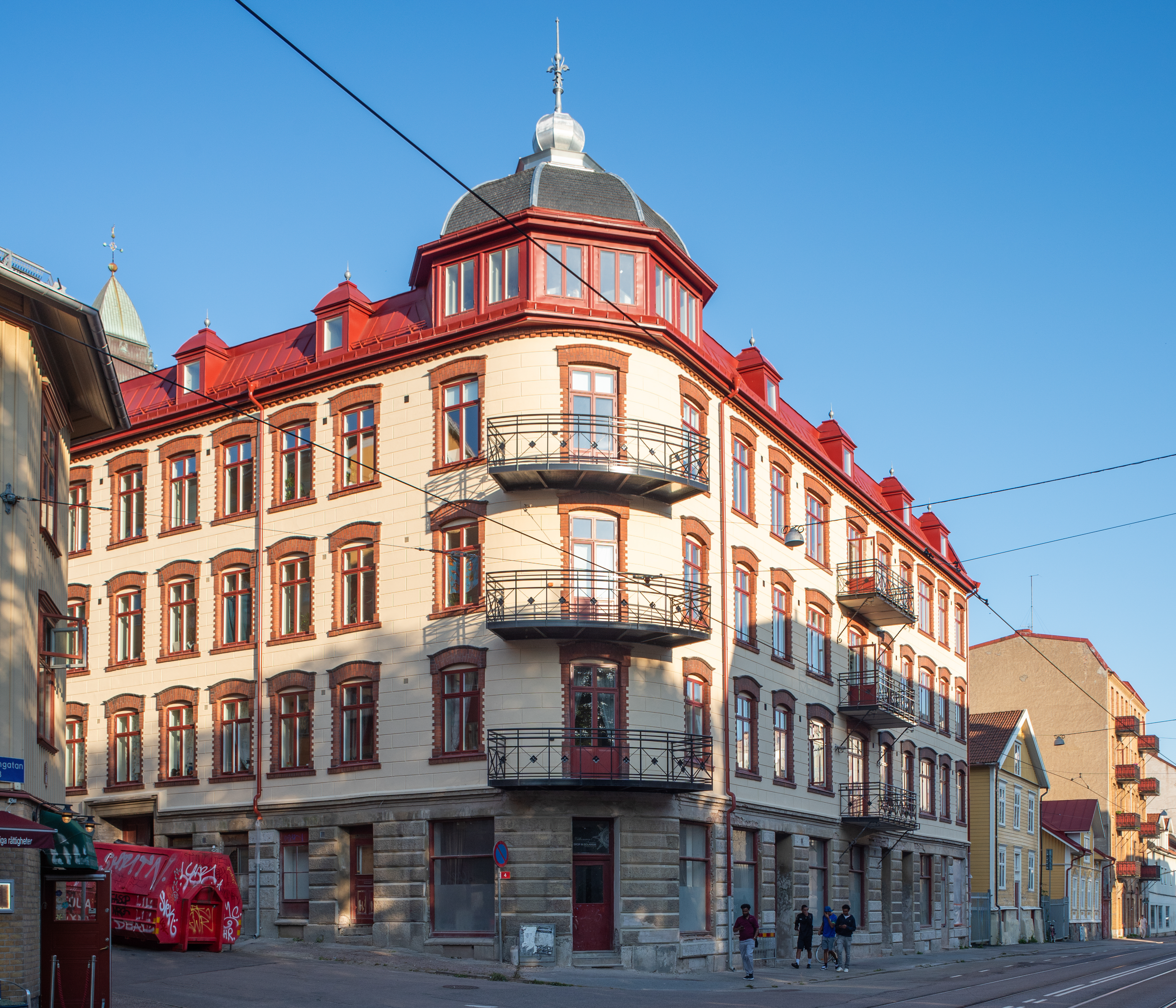
Bangatan 10 efter omfattande renovering 2024.
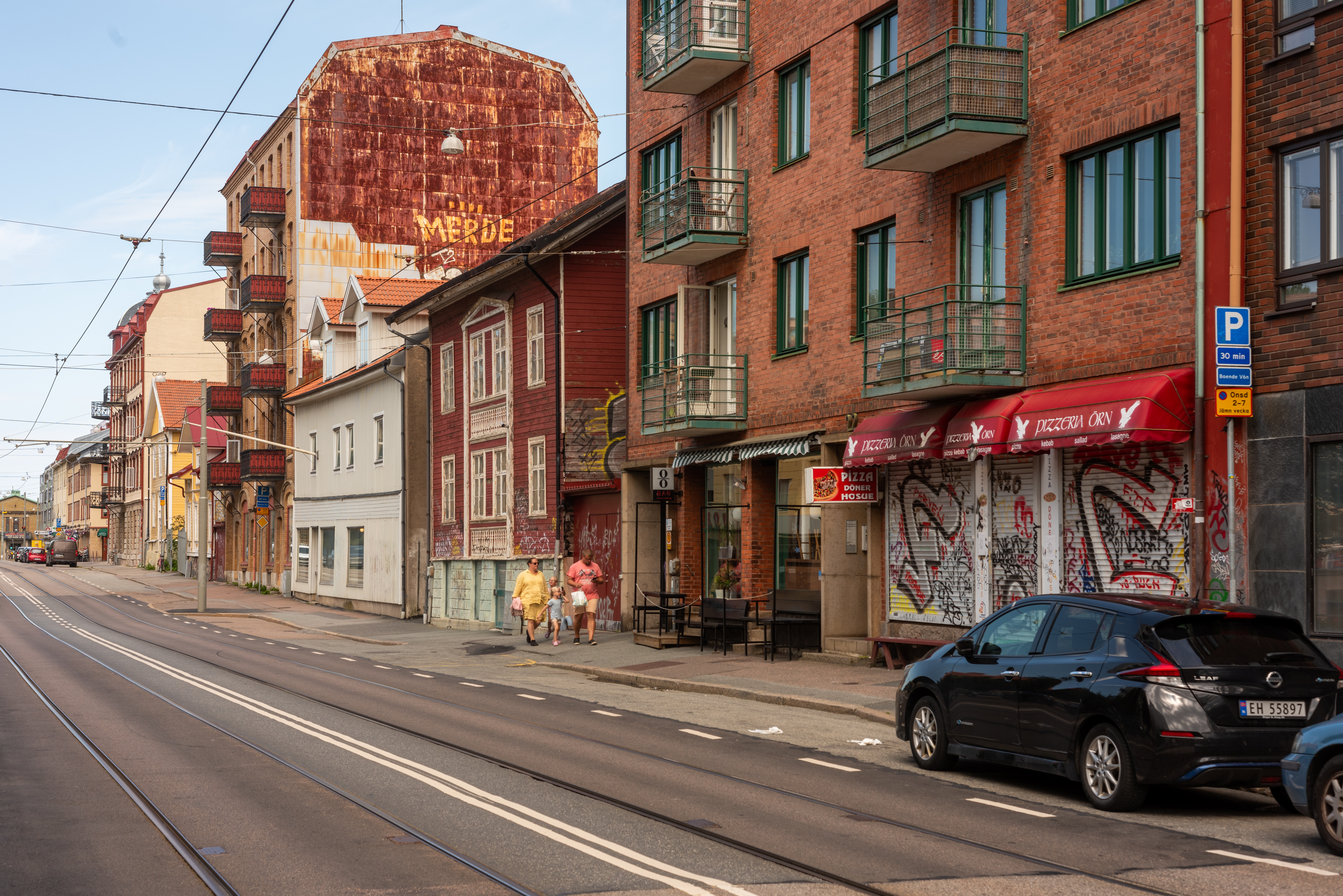
Bangatan 2-22 sett från nummer 22.